# Eleição presidencial no Chile em 2013
A eleição presidencial no Chile, para o período (2014-2018) foi realizada no dia 17 de novembro de 2013, em conjunto com a eleição de deputados, senadores e conselheiros regionais. O segundo turno foi realizado no dia 15 de dezembro.

## Candidatos
- Michelle Bachelet: médica. Ex-presidente da República, representante do Partido Democrata Cristão, Partido Radical Social Democrata, Partido pela Democracia, Partido Socialista, Movimento Amplo Social, a Esquerda Cidadã e Partido Comunista.
- Evelyn Matthei: economista. Ex-ministra do Trabalho. Representante do Renovação Nacional e União Democrática Independente.
- Marco Enríquez-Ominami: cineasta. Ex-deputado. Representante do Partido Progressista e Partido Liberal.
- Marcel Claude: economista. Representante do Partido Humanista e Esquerda Unida.
- Alfredo Sfeir: economista. Representante do Partido Ecologista.

## Resultados
| Candidato              | Partido                                | Primeiro turno | Primeiro turno | Segundo turno | Segundo turno |
| Candidato              | Partido                                | Votos          | %              | Votos         | %             |
| ---------------------- | -------------------------------------- | -------------- | -------------- | ------------- | ------------- |
| Michelle Bachelet      | PS/Nova Maioria                        | 3.070.012      | 46,67          | 3.470.055     | 62,16         |
| Evelyn Matthei         | UDI/Aliança pelo Chile                 | 1.645.271      | 25,01          | 2.111.830     | 37,83         |
| Marco Enríquez-Ominami | PRO/Se você quiser, o Chile muda       | 722.270        | 10,98          |               |               |
| Franco Parisi          | Independente                           | 665.414        | 10,11          |               |               |
| Marcel Claude          | PH/Todos para La Moneda                | 184.906        | 2,81           |               |               |
| Alfredo Sfeir          | PEV                                    | 154.593        | 2,35           |               |               |
| Roxana Miranda         | Partido da Igualdade                   | 83.687         | 1,27           |               |               |
| Ricardo Israel         | Partido Regionalista dos Independentes | 37.965         | 0,57           |               |               |
| Tomás Jocelyn-Holt     | Independente                           | 12.820         | 0,19           |               |               |
| Total de votos válidos | Total de votos válidos                 | 6.576.948      | 100            |               |               |
| Votos nulos            | Votos nulos                            | 67.555         | 1,00           |               |               |
| Votos em branco        | Votos em branco                        | 47.337         | 0,70           |               |               |
| Total                  | Total                                  | 6.691.840      | 100,00         |               |               |
| Comparecimento         | Comparecimento                         | 13.573.143     | 49,30          |               |               |
| Fonte: Servel          |                                        |                |                |               |               |